# Niedoida atrifrons
Niedoida atrifrons är en insektsart som först beskrevs av William Lucas Distant 1918.  Niedoida atrifrons ingår i släktet Niedoida och familjen dvärgstritar. Inga underarter finns listade i Catalogue of Life.